# Sielmanns Naturlandschaft Groß Schauener Seen

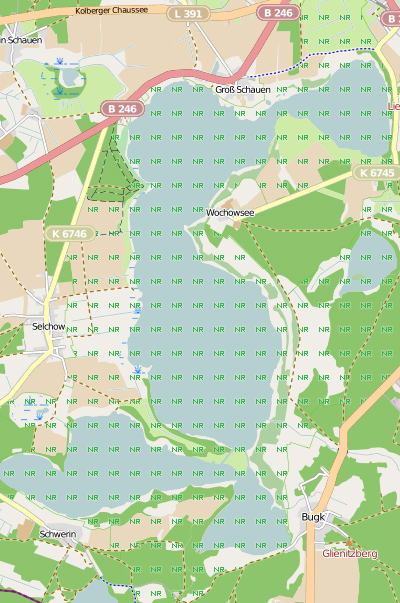
Kartenansicht Groß Schauener Seenkette

Sielmanns Naturlandschaft Groß Schauener Seen ist ein Naturschutzprojekt der Heinz Sielmann Stiftung in der Stadt Storkow im Brandenburger Landkreis Oder-Spree.

Das Gebiet wurde 2001 von der Heinz Sielmann Stiftung erworben und in den folgenden Jahren durch weitere Landkäufe ausgeweitet. Ziel des Kaufs war unter anderem der natürliche Erhalt der Seen selbst sowie der Schutz der Ufer und ufernahen Bereiche. Weiterhin sollte der Lebensraum für verschiedene Tierarten wie zum Beispiel Fischadler, Fischotter oder Fledermaus gesichert sowie der Ökotourismus in diesem Gebiet gefördert werden.

## Geographie
Das über 1000 Hektar große Areal gehört zum Naturpark Dahme-Heideseen und umfasst die Seen der Groß Schauener Seenkette sowie einen Teil des umliegenden Gebietes. Die einzelnen Seen der Kette grenzen an die Ortsteile Groß Schauen, Wochowsee, Selchow, Schwerin und Bugk.

## Ökologie
Die Seen sowie das umliegende Gebiet bieten Lebensräume für verschiedene Tier- und Pflanzenarten. Darunter befinden sich auch bedrohte oder seltene Tierarten wie der Europäische Nerz, der Steinbeißer oder die Trauerseeschwalbe.

## Tourismus
Ein in Nähe der Seen gelegenes Fischrestaurant bietet eine Informationsausstellung, welche sich mit dem Schutzgebiet und den darin lebenden Tieren beschäftigt.